# Chin
För andra betydelser, se Chin (olika betydelser).
Chin (burmesiska: ချင်းပြည်နယ်; hkyang: pranynai) är en delstat i västra Myanmar, med gräns mot Bangladesh och Indien. Huvudstaden är Hakha. Antalet invånare utgjorde 478 801 vid folkräkningen den 29 mars 2014, och delstaten omfattar en areal av 36 018,90 kvadratkilometer.

## Administrativ indelning
Delstaten Chin består av tre distrikt (burmesiska: ခရိုင်; kha yaing):
| Nr | Distrikt | Folkmängd |
| -- | -------- | --------- |
| 1  | Mindat   | 212 497   |
| 2  | Falam    | 167 578   |
| 3  | Hakha    | 98 726    |

### Kommuner
Delstatens tre distrikt består av nio kommuner (burmesiska: မြို့နယ်; myo-ne):
- Falam:
  - Falam
  - Tedim
  - Tonzang
- Hakha:
  - Hakha
  - Thantlang
- Mindat:
  - Kanpetlet
  - Matupi
  - Mindat
  - Paletwa

## Politik
Enligt Myanmars konstitution så ligger den verkställande makten hos en State Chief Minister (burmesiska: ပြည်နယ်ဝန်ကြီးချုပ်) som utses av Myanmars president. Innan denne utses måste personen bekräftas av delstatens parlament, Chin State Hluttaw (burmesiska: ချင်းပြည်နယ်လွှတ်တော်). Chins senaste Chief Minister är Salai Lian Luai från Nationella demokratiska förbundet som utnämndes den 30 mars 2016.
Delstatens parlament är en enkammarförsamling som sammanträder i Hakha och har 24 ledamöter som delas upp i tre grupper beroende på hur de är valda. 18 ordinarie ledamöter är valda i enmansvalkretsar motsvarande delstatens 9 kommuner och varje kommun är delad i två valkretsar. Slutligen äger Myanmars militär rätten att utse parlamentsledamöter motsvarande en fjärdedel av parlamentets antal och i Chins parlament utgör antalet militära parlamentsledamöter 6 stycken.
Det senaste valet till Chin State Hluttaw hölls den 8 november 2015, och då vann Nationella demokratiska förbundet (NLD) 12 av de ordinarie 18 mandaten och därmed egen majoritet i parlamentet. Resterande mandat gick till Förenade solidaritets- och utvecklingspartiet (4 mandat) och Zomi Congress for Democracy (2 mandat). Det nyvalda parlamentet höll sitt första sammanträde den 8 februari 2016 och valde U Zo Bwe som talman och U Aung Than som vice talman, båda tillhörande NLD.

## Demografi
Vid folkräkningen den 29 mars 2014 utgjorde folkmängden utgjorde 478 801 personer, varav 229 604 män (47,95 %) och 249 197 kvinnor (52,05 %). 79 % av befolkningen levde på landsbygden och 21 % bodde i områden som klassificeras som stadsområden eller urbaniserade av General Administration Department. Delstatens befolkning utgjorde vid folkräkningstillfället 0,9 % av hela Myanmars befolkning.
Chins befolkning fördelades på 91 121 hushåll, och genomsnittsstorleken på ett hushåll var 5,1 personer.
- Befolkningens medianålder: 20,1 år
- Läs- och skrivkunnighet bland personer 15 år och äldre: 79,4 %
  - Hos män: 88,5 %
  - Hos kvinnor: 71,9 %
- Könsfördelning: 92 män per 100 kvinnor.
- Åldersfördelning:
  - 0-14 år: 40,0 %
  - 15-64 år: 55,2 %
  - 65 år och äldre: 4,8 %

Siffror tagna från folkräkningen 2014.

### Befolkningsutveckling
| Befolkningsutvecklingen i Chin 1973–2014                    | Befolkningsutvecklingen i Chin 1973–2014 | Befolkningsutvecklingen i Chin 1973–2014 | Befolkningsutvecklingen i Chin 1973–2014 | Befolkningsutvecklingen i Chin 1973–2014 |
| ----------------------------------------------------------- | ---------------------------------------- | ---------------------------------------- | ---------------------------------------- | ---------------------------------------- |
|                                                             |                                          |                                          |                                          |                                          |
| År                                                          |                                          |                                          | Folkmängd                                |                                          |
| 1973                                                        | 1973                                     |                                          | 323 295                                  |                                          |
| 1983                                                        | 1983                                     |                                          | 368 949                                  |                                          |
| 2014                                                        | 2014                                     |                                          | 478 801                                  |                                          |
| Anm: Befolkning enligt folkräkningarna 1973, 1983 och 2014. |                                          |                                          |                                          |                                          |

### Religion
Vid folkräkningen 2014 fördelades befolkningen på följande sätt i avseende på religion:
- Kristendom: 408 730 (85,4 %)
- Buddhism: 62 079 (13,0 %)
- Animism: 1 830 (0,4 %)
- Islam: 690 (0,1 %)
- Hinduism: 106 (0,0 %)
- Övriga religioner: 5 292 (1,1 %)
- Ingen religion: 74 (0,0 %)